# Salia anthippe
Salia anthippe là một loài bướm đêm trong họ Noctuidae.